# Wavre
Wavre (wallonisch Åve, niederländisch Waver) ist eine Stadt in Belgien und die Hauptstadt der Provinz Wallonisch-Brabant in der Region Wallonien.
Sie liegt 25 Kilometer südöstlich von Brüssel an der Bahnstrecke Brüssel–Namur und der Autobahn A 4 von Brüssel nach Namur.
Die Fläche der Stadt beträgt 4228 ha. Davon entfallen auf den Stadtteil Wavre 2146 ha, auf Limal 1124 ha und auf Bierges 958 ha. Die Stadt hat 35.558 Einwohner (Stand 1. Januar 2024).
Wavre ist Standort eines großen Rundfunksenders für Kurz- und Mittelwelle des belgischen Rundfunks.
- PS: 5
- Ecolo: 4
- LE: 12
- MR: 12

MR wurde knapp stärkste Partei, trotzdem wurde eine Mitte-Mitte Links Koalition a|us LE, PS und Ecolo gebildet. Die 3 Parteien kommen auf 21 der 33 Sitze.
- PS: 18
- Ecolo: 24
- DéFI: 2
- LE: 23
- MR: 90

Hier hat MR eine relativ deutliche absolute Mehrheit.  

## Geschichte
Historische Bedeutung erlangte die Stadt durch die Schlacht bei Wavre am 18. und 19. Juni 1815, in der französische Truppen die preußische Nachhut besiegten, ohne jedoch dadurch die vernichtende Niederlage Napoleons in der zeitgleich nur wenige Kilometer entfernt stattfindenden Schlacht bei Waterloo zu verhindern.
Im Rahmen einer Gebietsreform wurden 1977 die Gemeinden Limal und Bierges eingemeindet. Seit 1995, als die ehemalige Provinz Brabant geteilt wurde, ist Wavre Provinzhauptstadt.
Von 2006 bis 2014 war Charles Michel für die Partei Mouvement Réformateur (MR) Bürgermeister, bevor er von 2014 bis 2019 belgischer Premierminister war und seit dem 1. Dezember 2019 Präsident des Europäischen Rates ist. Seit 2014 ist Françoise Pigeolet Bürgermeisterin, ebenfalls vom MR.

## Kultur und Sehenswürdigkeiten

### Historienspiel
Seit 1954 findet etwa alle fünf Jahre das Spiel „Jeu de Jean et Alice“ mit Gesang, Musik, Tanz und Ballett statt. Die Idee dazu stammte vom Pfarrer Jean Pensis (8. Februar 1907–27. März 1987), der sich eine Aktivität zur feierlichen Einweihung des neuen Glockenspiels an Ostern 1954 wünschte. Der Text stammt von seinem Freund, dem Arzt und Dichter Auguste Brasseur-Capart (26. Februar 1905–10. Juni 1978), die Musik von Auguste Du Pont Del Sart (19. Juni 1912–6. April 1986). Die Aufführung endet mit dem Chant de Wavre (Lied von Wavre), dessen Refrain auch zur vollen Stunde vom Glockenspiel der Saint-Jean-Baptiste-Kirche gespielt wird:

« Nous aimons notre bonne ville, ses habitants, ses bois, ses champs,
La vallée, où coule tranqille, la Dyle.
De cœur, nous resterons toujours vrais Wavriens, car nous le sommes
Et la ville, où tout se transforme, peut changer, mais pas nos amours. »

„Wir lieben unsere schöne Stadt, ihre Bewohner, ihrer Wälder, ihrer Felder,
das Tal, wo ruhig die Dyle fließt.
Im Herzen bleiben wir immer wahre Wavrianer, weil wir es sind
und die Stadt, wo alles sich wandelt, kann sich verändern, nicht aber unsere Liebe.“

Inhaltlich geht es darum, dass die Bürger Wavres von ihrem Grundherrn, Seigneur Jean, und seiner Frau, Dame Alice, mehr Freiheiten erbitten, die gewünschte Urkunde bekommen und sich freuen und bedanken. Tatsächlich hat Wavre am 23. April 1222 eine vom Herzog von Lothringen, Brabant und Limburg unterzeichnete Charte de franchises erhalten, in der Heinrich I. von Brabant, Graf von Löwen, der Stadt dieselben Rechte zugestand wie Löwen, wodurch ihr erlaubt wurde eine juristische und politische Einheit zu werden und z. B. ein Rathaus zu besitzen.

### Kirchliche Bauwerke

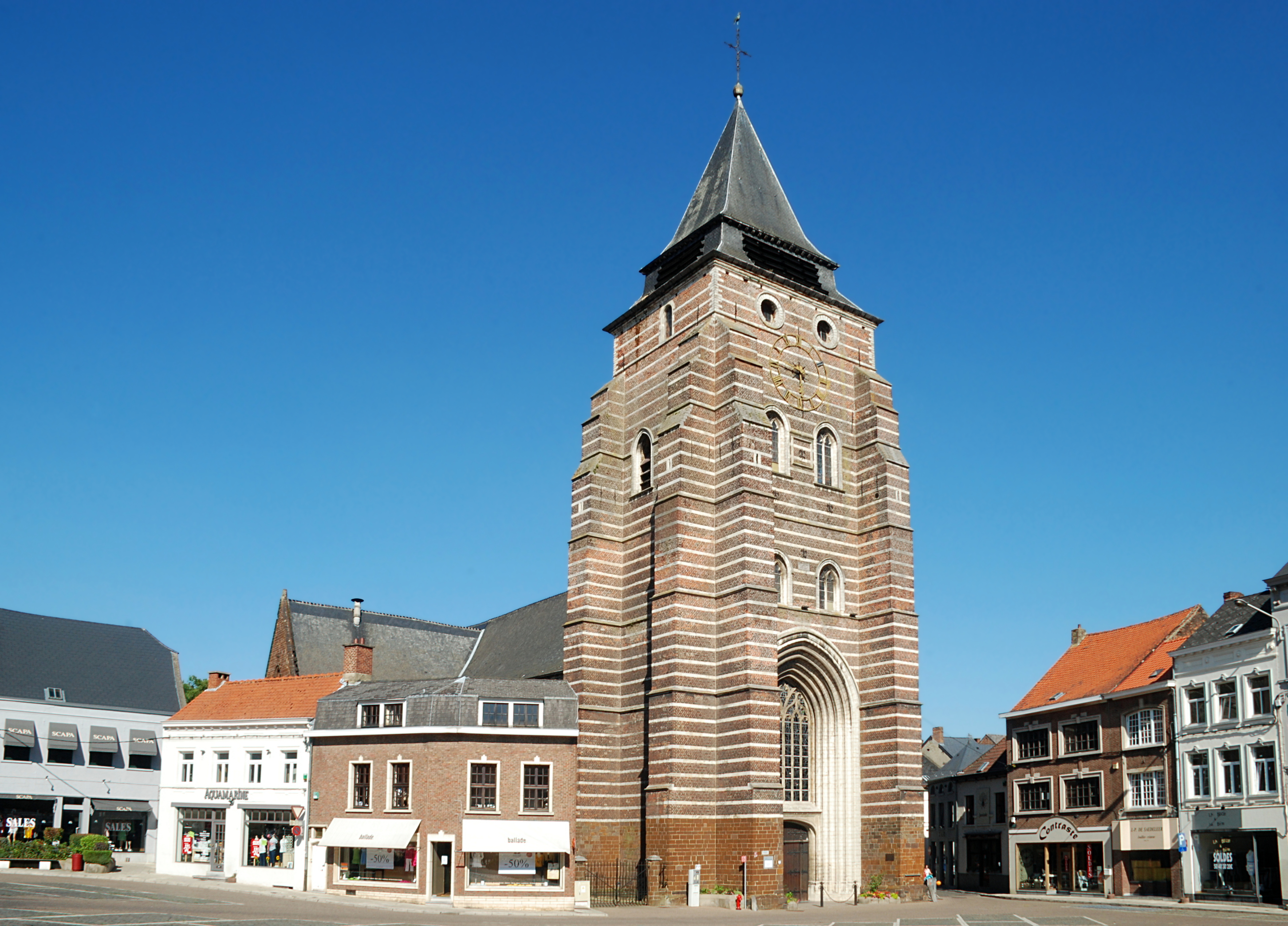
Saint-Jean-Baptiste

Die nach Johannes dem Täufer benannte Kirche Saint-Jean-Baptiste wurde Ende des 15. Jahrhunderts neu errichtet, nachdem der Vorgängerbau aus dem 11. Jahrhundert durch Feuer zerstört worden war. Ihr Aussehen ist durch die Specklagen aus Backstein zwischen den Natursteinschichten des Glockenturms geprägt. Der Chor stammt aus dem 18. Jahrhundert. Durch einen Kanonenschuss wurde die Kirche im Gefecht von 1815 schwer beschädigt.
Nördlich der Stadt befindet sich die frühere Templer- und Johanniterkomturei Neuve-Court mit einer spätgotischen Kapelle. Im Nordosten steht die ehemalige Prioratskirche Basilika Unserer Lieben Frau von Basse-Wavre.

### Freizeit
In Wavre ist der Freizeitpark Walibi Belgium beheimatet.

### Sendeanlage
In Wavre befindet sich eine Sendeanlage der belgischen Rundfunkanstalt RTBF für UKW, DAB und DVB-T.

## Söhne und Töchter der Stadt
- Maurice Carême (1899–1978), Schriftsteller
- Jeanne Paule Marie Deckers, alias Sœur Sourire, (1933–1985), Nonne und Chansonsängerin
- Georges Van Coningsloo (1940–2002), Radrennfahrer
- Charles Michel (* 1975), Präsident des Europäischen Rates (2019– ), ehemaliger Bürgermeister von Wavre (2006–2014)